# Grant Brits
Grant Brits (11 de agosto de 1987) é um nadador australiano que conquistou uma medalha de bronze nos Jogos Olímpicos de Pequim de 2008, no revezamento 4x200 metros livre. Ele nadou a final junto com seus compatriotas Patrick Murphy,
Grant Hackett e Nic Ffrost.